# Jakob Senn

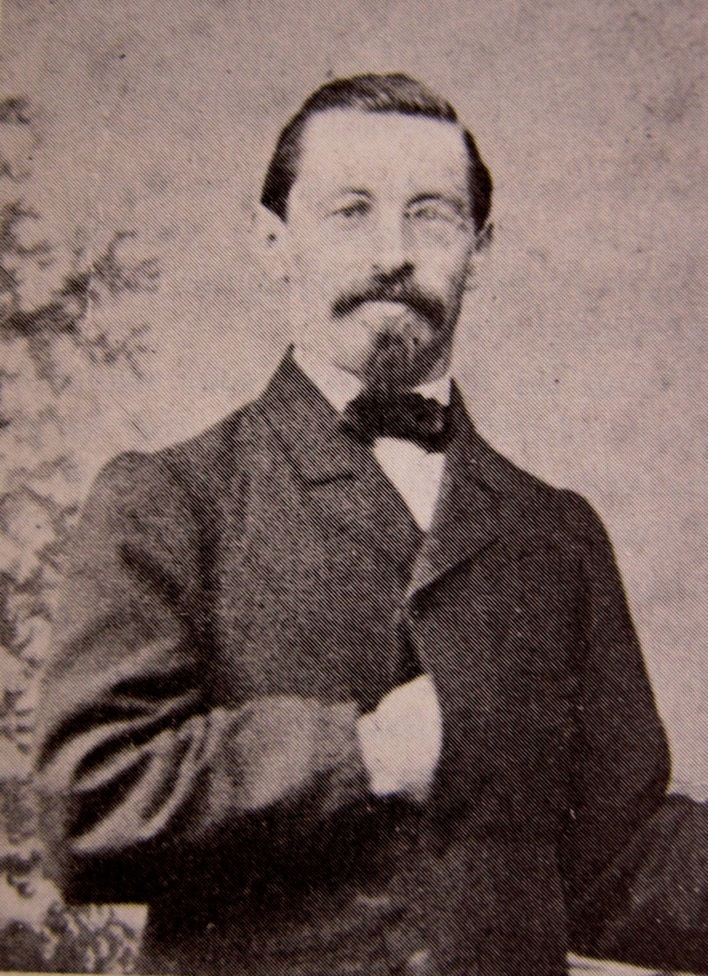
Jakob Senn

Jakob Senn (* 20. März 1824 in Fischenthal, Kanton Zürich; † 2. März 1879 in Zürich) war ein Schweizer Schriftsteller. Sein Werk stellt eine Quelle für Sozialgeschichte und Volkskunde des Zürcher Oberlandes dar.

## Leben
Senn kam als drittes von sechs Kindern im Weiler Ennerlenzen bei Steg in der Gemeinde Fischenthal zur Welt. Die Eltern Hans Jakob Senn (1792–1865) und Anna (1797–1837), geborene Diener, führten einen Kleinbauernbetrieb mit Heimweberei. Nach fünf Schuljahren arbeitete Jakob im Betrieb der Eltern, vor allem als Weber, bildete sich jedoch autodidaktisch weiter, u. a. mit Werken von Homer, Klopstock, Goethe, Gotthelf, Uhland; überdies lernte er Lateinisch und Französisch.
Nach ersten dichterischen Versuchen schloss er sich 1847 dem Freundeskreis des Volksdichters Jakob Stutz an. Im autobiografischen Roman Hans Grünauer schilderte Senn die Beziehung zu seinem Mentor und seine Entwicklung zum Schriftsteller. Zum Freundeskreis gehörte auch sein Bruder Heinrich Senn (1827–1915), der in Tagebüchern ihre enge Beziehung dokumentierte.
Senn wurde 1856 durch die Vermittlung des Fischenthaler Pfarrers Johann Heinrich Müller Gehilfe im Antiquariat von Johann Jakob Siegfried in Zürich. 1862 verliess er das Antiquariat, arbeitete als freier Schriftsteller in Zürich und gab die Zeitschrift Grüne Wälder heraus. Im gleichen Jahr kam sein aus einer Beziehung mit Anna Brandenberger (* 1843) stammender Sohn August Brandenberger zur Welt. 1863 verfasste Senn den Roman Hans Grünauer, der 1888 postum unter dem Titel Ein Kind des Volkes erscheint. Der Titel spielte bewusst auf den Grünen Heinrich von Gottfried Keller an, dem er einen Teil zur Begutachtung geschickt hatte. 1864 schrieb er zuhanden des zwei Jahre zuvor gegründeten Schweizerischen Idiotikons seine Chelläländer-Schtückli, damit diese als Quelle für das Oberländer Zürichdeutsch benützt werden konnten.
1864 heiratete er Anna Brandenberger. Das Paar siedelte nach St. Gallen über, wo es das Wirtshaus Zum Zeughaus übernahm. 1868 verkaufte Senn das Wirtshaus und wanderte mit seiner Frau nach Uruguay aus. Er arbeitete in Montevideo und Umgebung in verschiedenen Berufen, schrieb und übersetzte englische, französische und spanische Texte. 1879 kehrte Senn allein in die Schweiz zurück, wo er im Auftrag der Regierung von Uruguay ein Auswanderungsbüro eröffnen sollte. Er erhielt jedoch das versprochene Geld nicht, geriet in Not und litt zunehmend an psychischen Problemen. Am 2. März verliess er die Wohnung eines Freundes; am 5. März wurde seine Leiche aus der Limmat geborgen.

## Werke (Auswahl)
- Hans Grünauer, erschienen unter dem Titel Ein Kind des Volkes. Verlag von Rud. Jennis Buchhandlung, Bern 1888. Neuauflage: Limmat Verlag, Zürich 2006. Mit einem Nachwort von Matthias Peter.
- Bilder und Asichte vo Züri. I der Muetersprach gschilderet vom e Züribieter. Siegfried, Zürich 1858.
- Chelläländer-Schtückli vo verschidenä Sortä, bschnitten und uusbütschget vo’s Häiri Häiche Häiggels Haier. Zürich 1864.
- Die interessantesten Kriminalgeschichten aus alter und neuer Zeit. Literarisches Verlagsbüro von Altwegg-Weber zur Treuburg, St. Gallen 1865.
- Bürgermeister Hans Waldmann’s Leben und Ausgang. Sonderegger, St. Gallen 1865.
- Vom Silberstrome. Poetisches Bilderbüchlein. Zürich 1879.